# Церковь Марии Магдалины (Павловск)

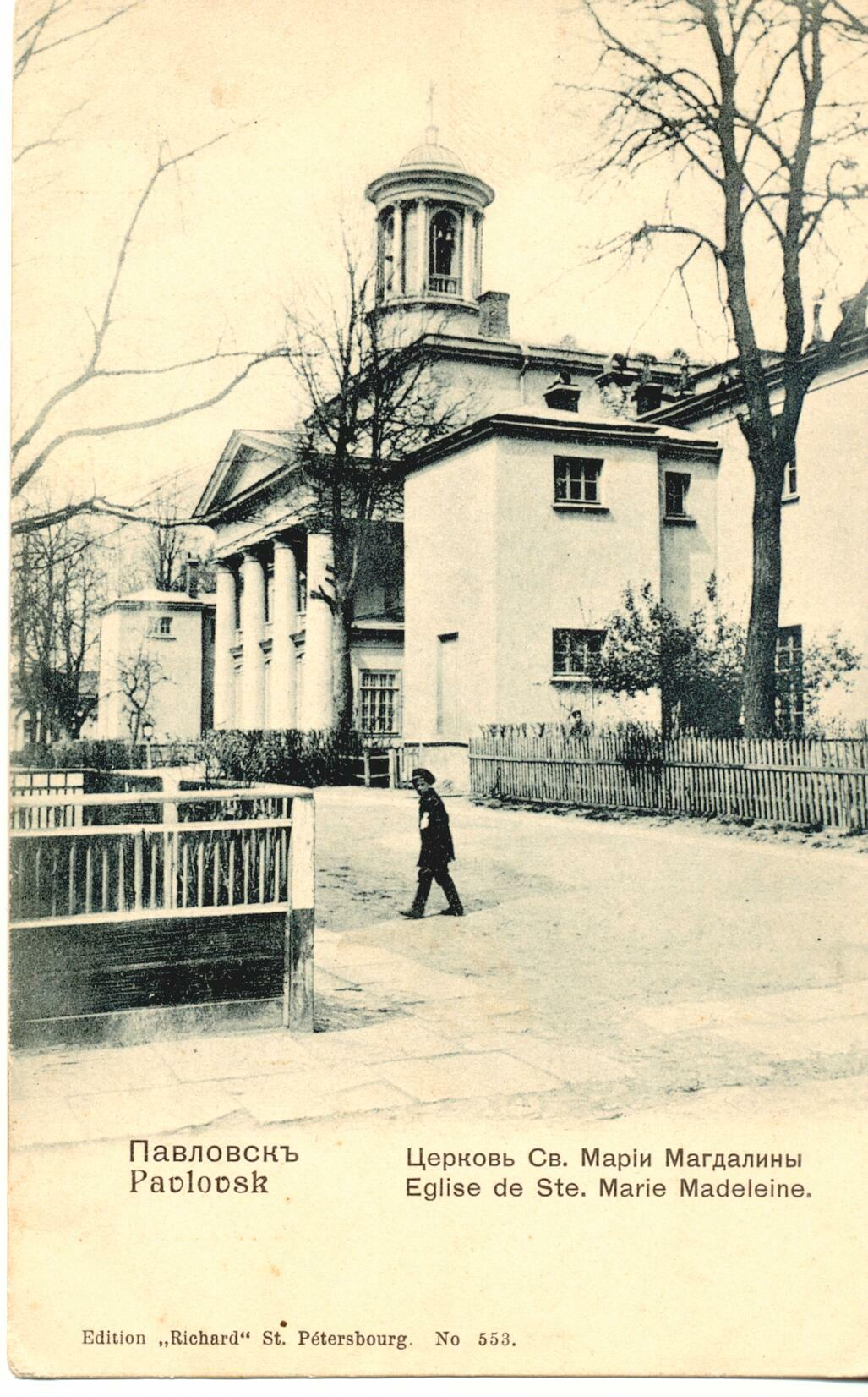
Мариинская церковь, вид с юга. 1900-е годы

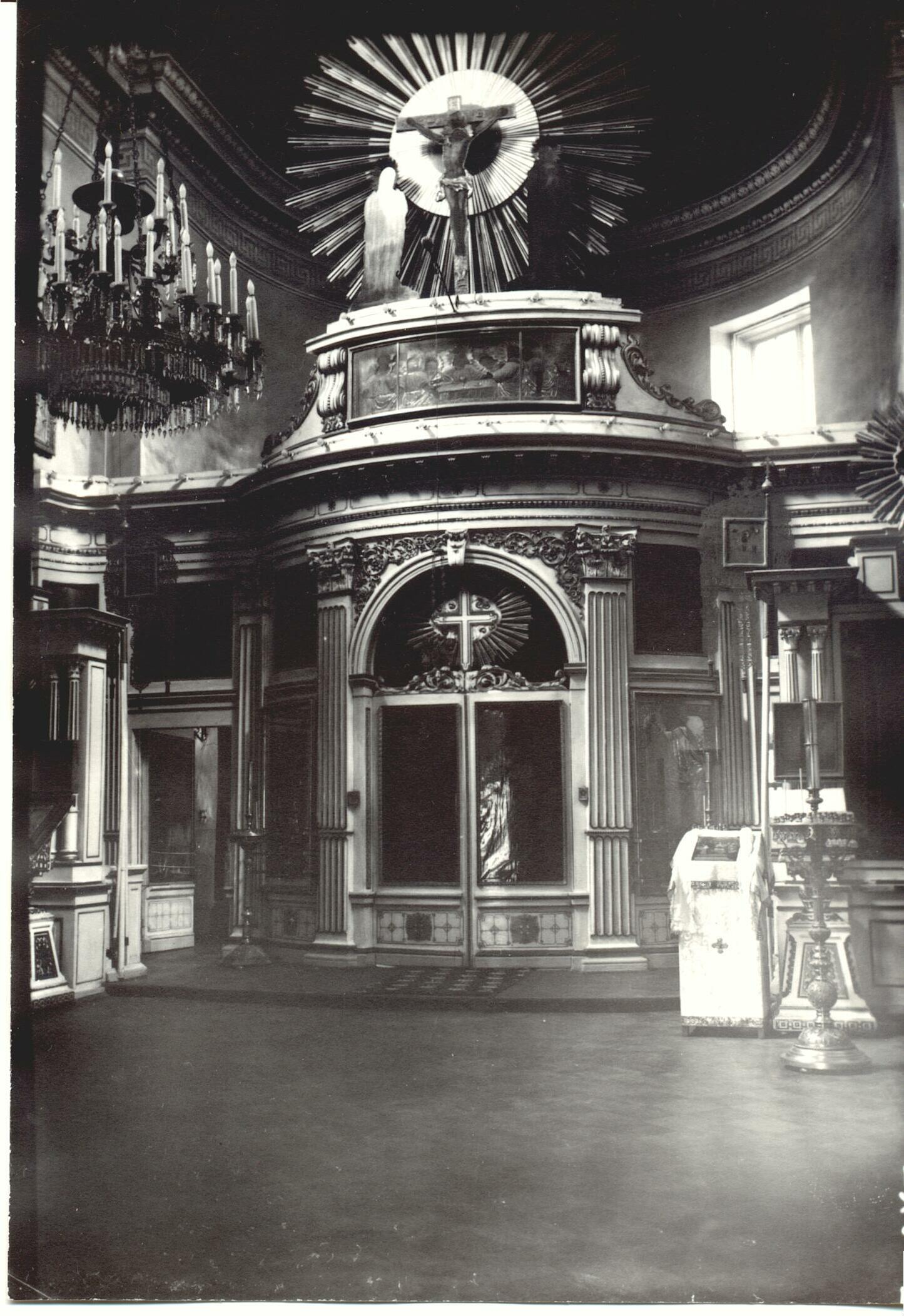
Фото 1910-х годов

Це́рковь Свято́й Мари́и Магдали́ны — православный храм в Павловске, первое каменное здание города.
Приход храма относится к Санкт-Петербургской епархии Русской православной церкви, входит в состав Пушкинского (Царскосельского) благочиния. Настоятель — протоиерей Даниил Ранне.

## История
Храм был заложен в мае 1781 года в присутствии великого князя Павла Петровича с семьёй. Строительство храма осуществлялось на средства императрицы Марии Фёдоровны.
Автором проекта являлся Джакомо Кваренги. Все каменные работы по церкви были закончены 12 (23) сентября 1781 года, но освящение церкви митрополитом Гавриилом (Петровым) во имя святой Марии Магдалины состоялось только 6 (17) сентября 1784 года.
Церковь считалась летней дворцовой церковью, но была подчинена епархиальному начальству. В 1861 году по повелению Александра II была передана в придворное ведомство с сохранением прежних источников содержания причта. Первоначально причт и храм содержались на суммы, которые отпускало Павловское городовое правление (то есть из дворцового ведомства), а затем, когда население города значительно увеличилось — на свои средства.
10 июня 1932 года храм был закрыт советскими властями. В его помещении (как и во всём здании) до Великой Отечественной войны помещалась обувная фабрика «Спартак».
В период оккупации в здании были устроены мастерские.
После войны здесь расположилась фабрика «Точмех», а с 1956 года — фабрика «Металлоигрушка». В помещении храма было сделано перекрытие, установлены станки, вибрация которых нанесли ущерб помещению.
С 1960 года здание находилось под охраной государства, а 20 марта 1995 года включено в список памятников архитектуры федерального значения.
В 1995 году храм был возвращён Русской православной церкви и приписан к Никольскому собору. Однако, по причине того, что здание находилось в аварийном состоянии (сгнили перекрытия, отсутствовал пол, трещины в сводах), службы не проводились.
Начало восстановления храма приходится на 1998 год. 11 апреля 1999 года храм, получивший отдельный причт, был освящён.
Ремонт храма был завершён к концу 2000 года. Была открыта на сводах живопись начала XIX века, в алтарном окне установлен витраж. В 2002 году установлен новый иконостас.

## Внутреннее убранство
Длина храма составляет 21 м, ширина — 10,5 м, высота до купола — 19 м.
На двухъярусном деревянном иконостасе полукруглой формы были помещены иконы написанные итальянским художником Д. Кадес.
У правого клироса находилась икона святителя Николая в серебряной ризе, у левого клироса — икона Божией Матери «Всех скорбящих Радость». Стенная живопись была выполнена русским художником Даниловым
Находившееся ранее за престолом большое паникадило в двенадцать свечей было выточено из янтаря и слоновой кости императрицей Марией Фёдоровной.
Среди достопримечательностей в храме находились:
- Священные сосуды с ручкой и подножием, выточенные из слоновой кости императрицей Марией Фёдоровной.
- Иконы святого апостола Павла и Марии Магдалины, поднесённые Святейшим Синодом Павлу Петровичу и Марии Фёдоровне при их бракосочетании 27 сентября (8 октября) 1776 года.

В храме находились и военные реликвии:
- 10 флагов судов французской республики, из числа взятых в 1798 и 1799 годах, во время Средиземноморского похода, соединённым русско-турецким флотом под начальством Ф. Ф. Ушакова;
- два знамени 7-й полубригады батавских войск, взятых в Голландии в 1799 году;
- знамя 4-го батальона, 2-й полубригады Туринской национальной гвардии, из числа взятых русским войском, под начальством А. В. Суворова в 1799 году.
- 6 штандартов служившие лейб-гвардии Кирасирскому Его Величества полку в начале XIX века (в 1899 году перенесены в Иулиановскую церковь в Царском Селе).

### Памятники
В храме находятся памятники-кенотафы:
- князю Александру Куракину. Является пирамидой с медальоном, на котором помещён барельеф покойного; в нижней части пьедестала бронзовый герб и над ним надпись: «Другу супруга моего». Установлен справа от входа;
- воспитателю Павла I, графу Никите Панину в виде мраморной пирамиды, вделанной в стену с барельефом и надписью: «Граф Никита Иванович Панин, родился 1718 года октября 15 дня, скончался 1783 года марта 31 числа»; установлен слева от входа;
- воспитателю Александра I — Николаю Загряжскому. Представляет собой небольшой мавзолей из белого мрамора, украшенный барельефом, изображающим плачущую женщину. На нём надпись: «Здесь лежит тело двора Его Императорского Величества обершенка действительного камергера и орденов св. Александра Невского и св. Анны кавалера — Николая Александровича Загряжского, родившегося 2 апреля 1746 г., скончавшегося 25 июля 1821 г. Тленный памятник нетленным воспоминаниям кротости и любви, в горести разлуки, в уповании вечного соединения, от сердца благодарного, от души благоговеющей, положила графиня М. Кочубей». Памятник находится рядом с предыдущим. Автором монумента является И. П. Мартос. Весной 1955 года надгробие (без нижнего постамента) было перенесено на выставку «Художественное убранство Павловского дворца», где и осталось.

## Настоятели церкви
| Настоятели церкви                                        | Настоятели церкви                                         |
| Даты                                                     | Настоятель                                                |
| -------------------------------------------------------- | --------------------------------------------------------- |
| 1784—1787                                                | священник Алексий Ильин                                   |
| 1787 — 24 ноября (5 декабря) 1796                        | священник Николай Стефанов (1761—1829)                    |
| 30 ноября (11 декабря) 1796 — 20 ноября (2 декабря) 1827 | протоиерей Димитрий Матвеев (1761—1827)                   |
| ноябрь 1827 — 13 (25) апреля 1851                        | протоиерей Онисим Петрович Виноградов (1800—1851)         |
| апрель 1851 — 26 декабря 1853 (7 января 1854)            | протоиерей Иоанн Яковлев (1795—1853)                      |
| 11 (23) февраля 1854 — 14 (26) апреля 1890               | протоиерей Василий Даниилович Шафрановский (1827—1890)    |
| апрель 1890 — август 1897                                | протоиерей Пётр Иоаннович Силин (1834—после 1917)         |
| август 1897 — 8 (21) апреля 1913                         | протоиерей Виктор Максимович Страхов (1858—1923)          |
| 8 (21) апреля 1913 — 1 марта 1919                        | протоиерей Александр Феодорович Воскресенский (1873—1922) |
| 1 марта 1919 — ноябрь 1921                               | протоиерей Павел Петрович Калинкин (1880—1961)            |
| 1922—1925                                                | священник Михаил Михайлович Мансуров (1881—1937)          |
| 1925 — май 1932                                          | протоиерей Николай Владимирович Стихий (1886—1938)        |
| 1932—1991                                                | период закрытия                                           |
| 1991—1999                                                | протоиерей Валерий Александрович Швецов (род. 1939)       |
| 17 июня 1999 — настоящее время                           | протоиерей Даниил Иоаннович Ранне (род.1974)              |

## Приписные храмы
К церкви Святой Марии Магдалины приписаны:
- Петропавловский храм в Павловском дворце;
- Церковь Святого великомученика Пантелеймона Целителя при доме-интернате для детей с отклонениями в умственном развитии;
- Часовня Святого великомученика Пантелеймона Целителя при туберкулёзной больнице № 8;
- Часовня Святого великомученика Пантелеймона Целителя при Доме ветеранов войны № 1.

## Госпиталь и богадельня
В 1797 году Марией Фёдоровной была основана богадельня под названием «Церковный инвалид». Она располагалась во флигелях, пристроенных к храму. В 1811 году в Церковном инвалиде находились: 1 офицер инвалид, 15 стариков и 5 вдов служащих Павловска, которые «служили долго и беспорочно». С призреваемыми жили их дети. Впоследствии сюда стали помещаться дети: по 10 мальчиков и 10 девочек.
В 1809 году флигели были надстроены вторым этажом, где разместился госпиталь. В 1810 году число коек в госпитале составляло 36 — из них 2 для рожениц и 6 для неизлечимых больных. При госпитале производился амбулаторный приём, а из госпитальной аптеки бесплатно выдавались лекарства. Кроме того, врачи были обязаны посещать на дому бедных жителей города, которые также снабжались лекарствами.
В отдельных постройках помещались кухня, прачечная, кладовые, квартиры обслуживающего персонала, сараи и т. д.
25 августа (7 сентября) 1914 в госпитале был открыт лазарет для раненных воинов на 30 мест.
Госпиталь действовал до 1922 года.

## Архитектура здания

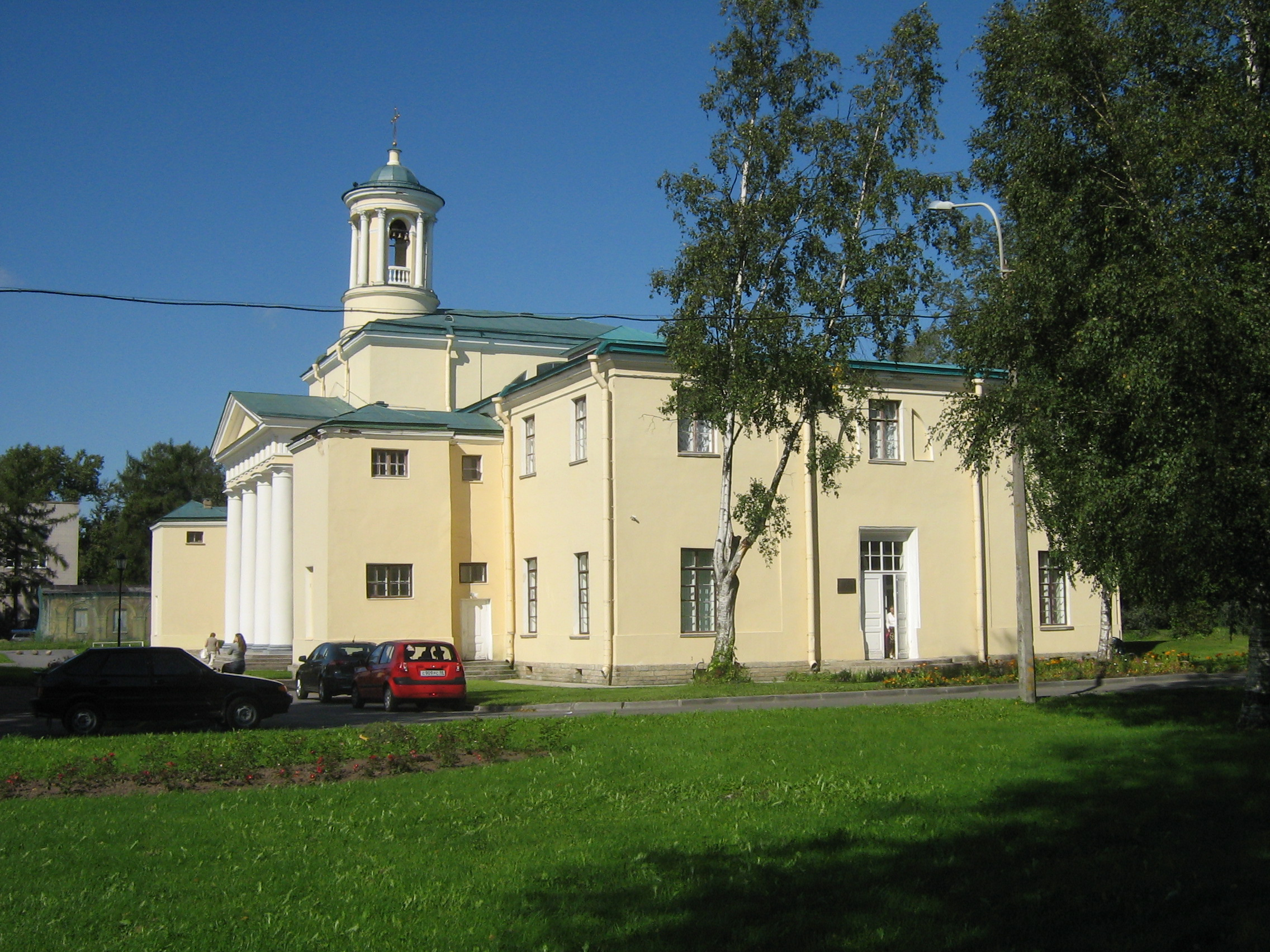

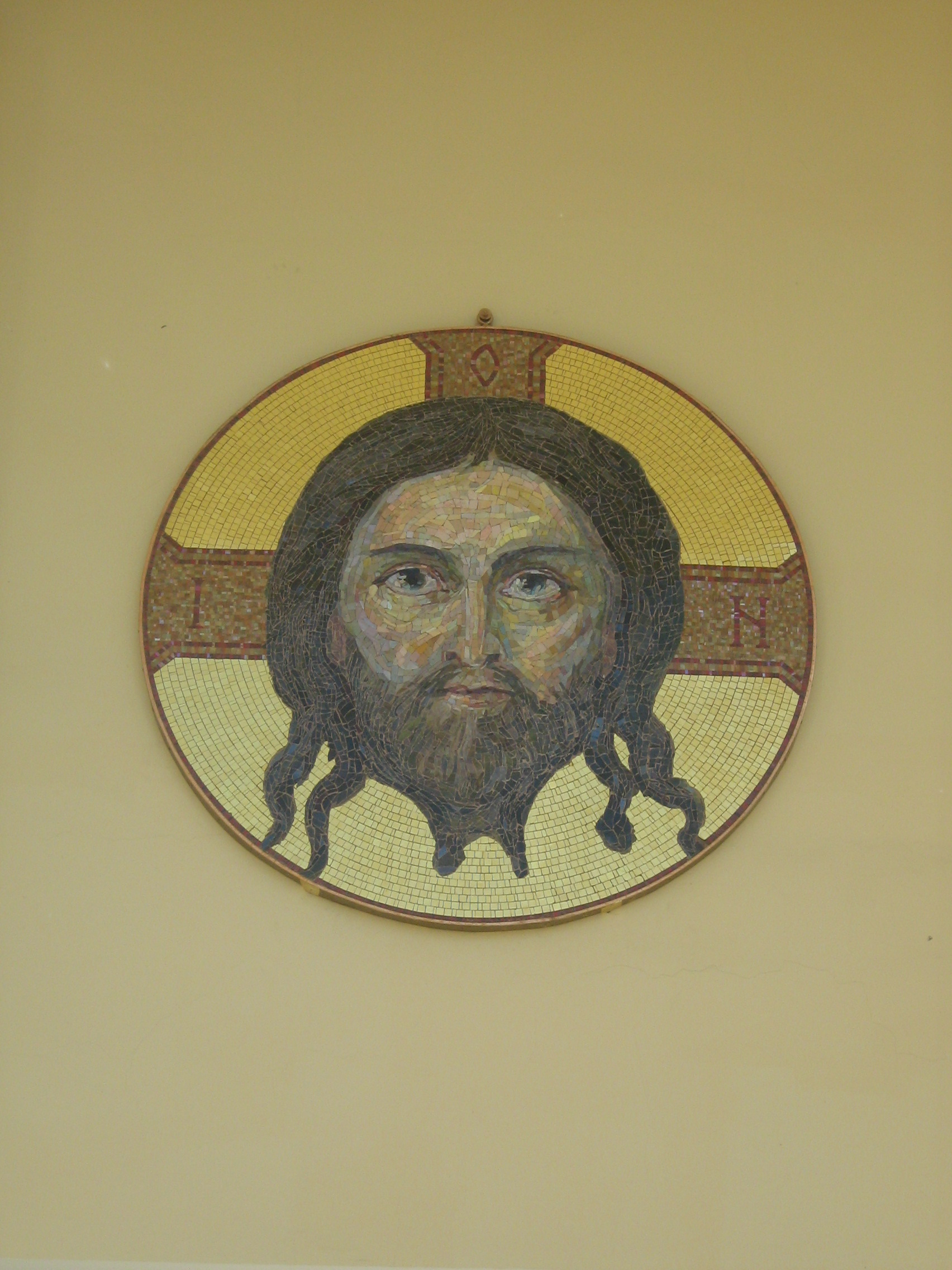

Храм с пристройками представляет собой каменное двухэтажное здание с подвалом, прямоугольное в плане с сильно вытянутым фасадом, с полукруглой апсидой в середине восточной стороны и портиком на западной. Центральная часть в форме куба значительно возвышается над боковыми и увенчана небольшой колокольней, стоящей на западной стене.
На фасадах боковых частей расположено по 6 окон прямоугольной формы без обрамлений, причём нижние более высокие. В апсидной части — по три окна в двух ярусах; нижние высокие с полуциркульными формами. По сторонам окон четыре гладкие колонны дорического ордера, немного отступающие от стены; в месте стыка апсиды со стеной полуколонна с пилястром с наружной стороны. Над колоннами антаблемент дорического ордера с триглифами и гладкими метопами. Апсида перекрыта полусферическим куполом.
Колокольня представляет собой круглое в плане сооружение с четырьмя арочными пролётами, между которыми к каждому пилону прислонены по 2 колонны с коринфскими капителями; над колокольней невысокий купол. Крыша центральной части четырёхскатная; боковых корпусов — трёхскатная. На боковых крышах против второго от колокольни окна находится по вышке световых фонарей. На торцовых стенах центральной возвышающейся части здания — широкие полуциркульные окна, разделённые двумя стояками. На торцах боковых крыльев — по такому же окну.
Стена здания штукатурена и окрашена в жёлтый цвет. Колонны, карниз и колокольня — в белый.